# العلاقات الأوغندية البيروية
العلاقات الأوغندية البيروفية هي العلاقات الثنائية التي تجمع بين أوغندا وبيرو.

## مقارنة بين البلدين
هذه مقارنة عامة ومرجعية للدولتين:
| وجه المقارنة                                              | أوغندا                        | بيرو                                   |
| --------------------------------------------------------- | ----------------------------- | -------------------------------------- |
| المساحة (كم2)                                             | 241.04 ألف                    | 1.29 مليون                             |
| عدد السكان (نسمة)                                         | 42.86 مليون                   | 32.16 مليون                            |
| الكثافة السكانية (ن./كم²)                                 | 177.81                        | 24.93                                  |
| العاصمة                                                   | كامبالا                       | ليما                                   |
| اللغة الرسمية                                             | لغة إنجليزية، اللغة السواحلية | اللغة الإسبانية، اللغة الأيمرية، كتشوا |
| العملة                                                    | شيلينغ أوغندي                 | سول بيروفي جديد                        |
| الناتج المحلي الإجمالي (بليون دولار)                      | 25.89 مليار                   | 211.39 مليار                           |
| الناتج المحلي الإجمالي (تعادل القوة الشرائية) بليون دولار | 72.25 مليار                   | 393.13 مليار                           |
| الناتج المحلي الإجمالي الاسمي للفرد دولار أمريكي          | 705                           | 6.03 ألف                               |
| الناتج المحلي الإجمالي للفرد دولار أمريكي                 | 1.77 ألف                      | 11.99 ألف                              |
| مؤشر التنمية البشرية                                      | 0.483                         | 0.740                                  |
| رمز المكالمات الدولي                                      | +256                          | +51                                    |
| رمز الإنترنت                                              | .ug                           | .pe                                    |
| المنطقة الزمنية                                           | ت ع م+03:00                   | توقيت بيرو، 00                         |

## منظمات دولية مشتركة
يشترك البلدان في عضوية مجموعة من المنظمات الدولية، منها:
| علم المنظمة | اسم المنظمة                               | تاريخ انضمام أوغندا | تاريخ انضمام بيرو |
| ----------- | ----------------------------------------- | ------------------- | ----------------- |
|             | مؤسسة التنمية الدولية                     | 27 سبتمبر 1963      | 30 أغسطس 1961     |
|             | يونسكو                                    | 9 نوفمبر 1962       | 21 نوفمبر 1946    |
|             | وكالة ضمان الاستثمار متعدد الأطراف        | 10 يونيو 1992       | 2 ديسمبر 1991     |
|             | الأمم المتحدة                             | 25 أكتوبر 1962      | 31 أكتوبر 1945    |
|             | الفريق المعني برصد الأرض                  | ?                   | ?                 |
|             | الاتحاد البريدي العالمي                   | ?                   | ?                 |
|             | البنك الدولي للإنشاء والتعمير             | 27 سبتمبر 1963      | 31 ديسمبر 1945    |
|             | الاتحاد الدولي للاتصالات                  | 8 مارس 1963         | 12 يوليو 1915     |
|             | منظمة حظر الأسلحة الكيميائية              | ?                   | ?                 |
|             | مؤسسة التمويل الدولية                     | 27 سبتمبر 1963      | 20 يوليو 1956     |
|             | المركز الدولي لتسوية المنازعات الاستشارية | 14 أكتوبر 1966      | 8 سبتمبر 1993     |
|             | منظمة التجارة العالمية                    | ?                   | ?                 |
|             | منظمة الشرطة الجنائية الدولية             | ?                   | ?                 |

## وصلات خارجية
- موقع وزارة الخارجية الأوغندية
- موقع وزارة الخارجية البيروفية